# Derek Bickerton
Derek Bickerton (* 25. März 1926 in Cheshire; † 5. März 2018 in Honolulu) war ein US-amerikanischer Linguist.
Im Jahr 1949 erwarb Derek Bickerton einen Abschluss an der Universität Cambridge in England. In den 1960er Jahren begann er seine Tätigkeiten im akademischen Bereich, zuerst an der University of Cape Coast in Ghana (englische Literatur), danach im Bereich der Linguistik an der Universität Leeds. Von 1967 bis 1971 war er Dozent für Linguistik an der Universität Guyana. Dort entwickelte sich sein lebenslanges Interesse an Kreolsprachen.
Im Jahr 1976 erwarb er den akademischen Grad Ph. D. in Linguistik von der Universität Cambridge. Ein Jahr war er an der Universität Lancaster in England tätig. Ab 1983 war er Professor für Linguistik an der University of Hawaii auf Hawaii.
Er vertrat wie Noam Chomsky die Meinung, dass wir Menschen eine angeborene Universalgrammatik hätten. Er interviewte zwischen 1900 und 1920 geborene Hawaiianer und konnte so den in dieser Zeit erfolgten Übergang von der Pidgin- zur kreolischen Sprache belegen. Er schloss daraus, dass unsere genetisch „vorprogrammierte“ Grammatik der der kreolischen Sprache entspricht.

## Publikationen
- Tropicana, A Novel., 1963
- Dynamics Of A Creole System, 1975
- Roots of Language, 1981,  Karoma Publishers, ISBN 0897200446
  - Roots of Language, 2016, Language Science Press, ISBN 978-3-946234-08-1 https://langsci-press.org/catalog/book/91
- The language bioprogram hypothesis, in: The Behavioral Sciences 7, 173–188, 1984.
- Language and Human Behavior, 1995
- Lingua ex Machina: Reconciling Darwin and Chomsky with the Human Brain, 2000 (mit  William H. Calvin)
- Adam's Tongue: How Humans Made Language, How Language Made Humans, 2010, ISBN 978-0809016471
- Some problems for biolinguistics. Biolinguistics 8:73–96.
- More Than Nature Needs: Language, Mind, and Evolution, Harvard University Press 2014, ISBN 978-0674724907

## Verfilmungen
- 1960: Schmutziges Geld (Payroll)